# 近戸神社 (前橋市粕川町月田)
近戸神社（ちかどじんじゃ）は群馬県前橋市粕川町月田にある神社。旧社格は村社。地名から月田近戸神社ともいう。

## 概要
祭神は赤城神社と同じとされ、明治初期の資料には三夜沢赤城神社の分社であるとの記述がある。さらに、かつて三夜沢赤城神社が元三夜沢（粕川町室沢字湯ノ口とされる）に鎮座していた時代に、三夜沢と二宮赤城神社の神幸式の休憩所であったのが当社であると伝える（明治10年「村誌」、三夜沢赤城神社社誌）。現在行われる神幸式では大胡神社を休憩所としており、大胡神社も明治時代まで近戸神社と称していた。
近戸神社という名称は本社に入る場所に鎮座し、しかも村落に近いところから来ていると考えられ、近戸神社と称する、又はかつて称していた神社としては、上述の大胡神社の他に、粕川町深津、前橋市上大島町、前橋市笂井町、前橋市上増田町、伊勢崎市赤堀今井町（現在は今井神社と称する）が存在する。
『上野国神名帳』にみえる勢多郡「正五位上霜川明神」を、「下川」と理解し、粕川の下流にある当社に比定する説がある。天明8年（1788年）の「社地御改御書上帳」によれば、「正一位近戸大明神」を称し月田村の総鎮守であり、虚空蔵菩薩を本地仏としていたことが分かる。神仏混淆は光善寺と宝学院という2家の修験が別当をしていたことにも表れている。
社殿は幕末の世直し一揆によって打ち壊され、慶応3年（1867年）に再建されたと言われている。
明治期の神仏分離によって光善寺と宝学院は神官となり、近戸神社や近隣の村の神社に奉仕するようになった。
明治40年（1907年）に大字月田の以下の4社を合祀した。
- 近戸神社（字大光寺）
  - 祭神：大己貴命
  - 末社：琴平宮（祭神：大物主命）、神明社（祭神：伊弉諾命、伊弉冉命）、大山祇社（祭神：大山祇命）、粟嶋社（祭神：少彦名命）、地神社（祭神：宇賀魂命）
- 大山祇社（字柳下）
  - 祭神：大山祇命
  - 末社：八幡神社（祭神：誉田別命）、八坂神社（祭神：素戔嗚命）、日枝神社（祭神：大山咋命）、菅原神社（祭神：菅原道真公）、大国主神社（祭神：大己貴命）、粟嶋神社（祭神：少彦名命）
- 神明宮（字富士之宮）
  - 祭神：大日孁尊
  - 末社：絹笠社（祭神：保食神）、琴平神社（祭神：大物主神）、八幡神社（祭神：誉田別命）、稲荷神社（祭神：保食神）
- 稲荷神社（字下原）
  - 祭神：保食神
  - 末社：菅原神社（祭神：菅原道真公）、大山祇神社（祭神：大山祇命）、愛宕神社（祭神：火産霊命）

## 由緒
以下の由緒は文安4年（1447年）の「近戸神社由緒記」による。
景行天皇の御代に、御室別命の家人がこの地に住み着いたのが月田村の創始であり、上野風土記に「田村郷」とあるのもこの地である。彼らの子孫、天田・関口・田村・岡田らが建仁3年（1203年）、長峯に高彦根命、大己貴命、御室別命、少彦名命を祀ったのが千鹿戸大明神であり、その後承元2年（1208年）に赤城磐筒雄神を勧請し赤城山千鹿戸大明神と称した。宝治元年（1247年）7月朔日に千鹿戸林内に本社を移しこの地を千鹿戸の里と称した。上野国二宮赤城明大神赤城山御殿に毎年御饌米を奉るにあたり、当社で御輿が休憩するのが古例と言う。建治2年（1276年）川辺の身曽気抜神事で氏子が濁酒を川に流したことからこの川を粕川と称するようになった。文和3年（1354年）に月田村の総鎮守となった。永享5年（1433年）に獅子舞を奉仕し、3頭の獅子頭は群馬郡高崎の安井又八の作である。

## 祭神
大正5年刊行の『御大礼記念　群馬県勢多郡神社誌』では以下の15柱を祭神とし、境内神社を8社とする。

### 祭神
- 大己貴命
- 豊城入彦命
- 大物主命
- 誉田別命
- 伊弉諾命
- 伊弉冉命
- 少彦名命
- 大山咋命
- 大山祇命
- 素戔嗚命
- 大日孁命
- 火産霊命
- 宇賀魂命
- 菅原道真公
- 保食神

### 境内神社
- 春日神社
- 諏訪神社
- 厳島社
- 石凝刀売神社
- 浅間神社
- 妙義神社
- 妙見社
- 当国十二社

## 文化財
- 六地蔵石殿（国指定重要美術品）[16][17] - 暦応5年（1342年）2月15日に幽阿弥陀仏という者が建立したとの銘がある。
- 月田神社神輿（前橋市指定重要文化財）[18]

## 祭礼
- 御川降り（おかおり）[19] - 旧暦7月1日に行われていたものを、9月1日に行うようになった。近戸神社での神事の後、神体を神輿に移し、旧社地という御旅所に神幸を行う。神幸の構成は、鉾、御祓箱、賽銭箱、神輿、社掌、獅子連、氏子の順番。本殿を七廻り半した後、村を巡って御旅所に向かい、神輿を安置する。そして粕川の流れに甘酒を注ぐ。獅子舞が1曲舞った後、再び行列を組んで神社へと帰る。
  - 伝承では豊城入彦命が居住したのが元三夜沢の御殿と称するところであり、月田京丸山は命の長女姫君が住んでいたところで、7月1日に命が天神地祇を奉斎する祭祀を行い終えると濁り酒を川に流し、合図としたという。このように酒粕を流すことから粕川と言うようになった[20]。

- 獅子舞（月田のささら）[21] - 群馬県指定重要無形民俗文化財[22]
  - 獅子舞人3人、笛吹き6人、歌がかり4人、カンカチ2人からなる。本祭は上記御川降り当日だが、前々日から準備を行い、前日の宵祭で舞を行う。御川降り神事から神社に帰還した後にも舞を披露する。

## 周辺
- 山上多重塔
- 月田古墳群
- 膳城